# The world that we drive through
The world that we drive through is het tweede studioalbum van de muziekgroep The Tangent. 

## Inleiding
Het album volgde een jaar na hun debuutalbum. Er was al een personeelswisseling doorgevoerd, Theo Travis verving David Jackson. Was het eerste album nog gebaseerd op een nummer van Yes; het tweede kent als uitgangspunt de tekst van Sitting targets, een nummer en album van Peter Hammill: 
We can talk about it in the car
Minstens twee bandleden (Tillison en Manning) zijn fans van zijn werk en dat van Van der Graaf Generator. Het verwijst naar het vluchtige leven, waarbij we meer aandacht hebben voor de omgeving dan voor elkaar. Het muziekalbum, dat wat donkerder klinkt als hun debuut, is opgenomen in een viertal geluidsstudios; twee in Zweden (Stolt, Reingold, Czörsz) en twee in Engeland (Tillison, Travis, Baine, Manning). De muziek is progressieve rock, waarbij sommige tracks veel weg hebben van de muziek van Hammill en consorten. Dat wordt mede veroorzaakt door de stem van Tillison, die wel wat weg heeft van die van Hammill. Uitzondering daarop vormt de laatste track Exponenzgesetz of wel A tangent indreams. Het is een eerbetoon van Tillison (het speelde het in zijn eentje) aan de Virgin Years van Tangerine Dream en wordt volgespeeld met minimoog, modulaire synthesizer en mellotron/piano.      
De hoes was opnieuw een ontwerp van Ed Unitsky.

## Musici
- Andy Tillison: toetsinstrumenten, theremin, zang
- Roine Stolt: gitaar, zang
- Theo Travis: saxofoon, dwarsfluit
- Jonas Reingold: basgitaar
- Zoltan Csörsz: slagwerk
- Sam Baine: toetsinstrumenten, zang
- Guy Manning: gitaar, mandoline, zang

## Tracklist
| Nr. | Titel | Duur  |
| --- | --- | ----- |
| 1.  | The winning game (Tillison) | 11:09 |
| 2.  | Skipping the distance (Tillison) | 8:55  |
| 3.  | Photosynthesis (Tillison / Baine) | 7:39  |
| 4.  | The world we drive through (Tillison) | 12.57 |
| 5.  | A gap in the night 1. The ante-room 2. Time for you 3. Trouble awakenings 4. The inanimate object conspiracy 5. The street light watershed 6. This is not the end of the world 7. The gap years 8. The ante–room II 9. The gap in the night (Tillison / Manning/ Burt Bacharach) | 18:22 |
| 6.  | Exponenzgesetz (Tillison; bonustrack op speciale editie) | 14:28 |